# 伊爾佩河
51°14′41″N 8°12′35″E / 51.24472°N 8.20972°E

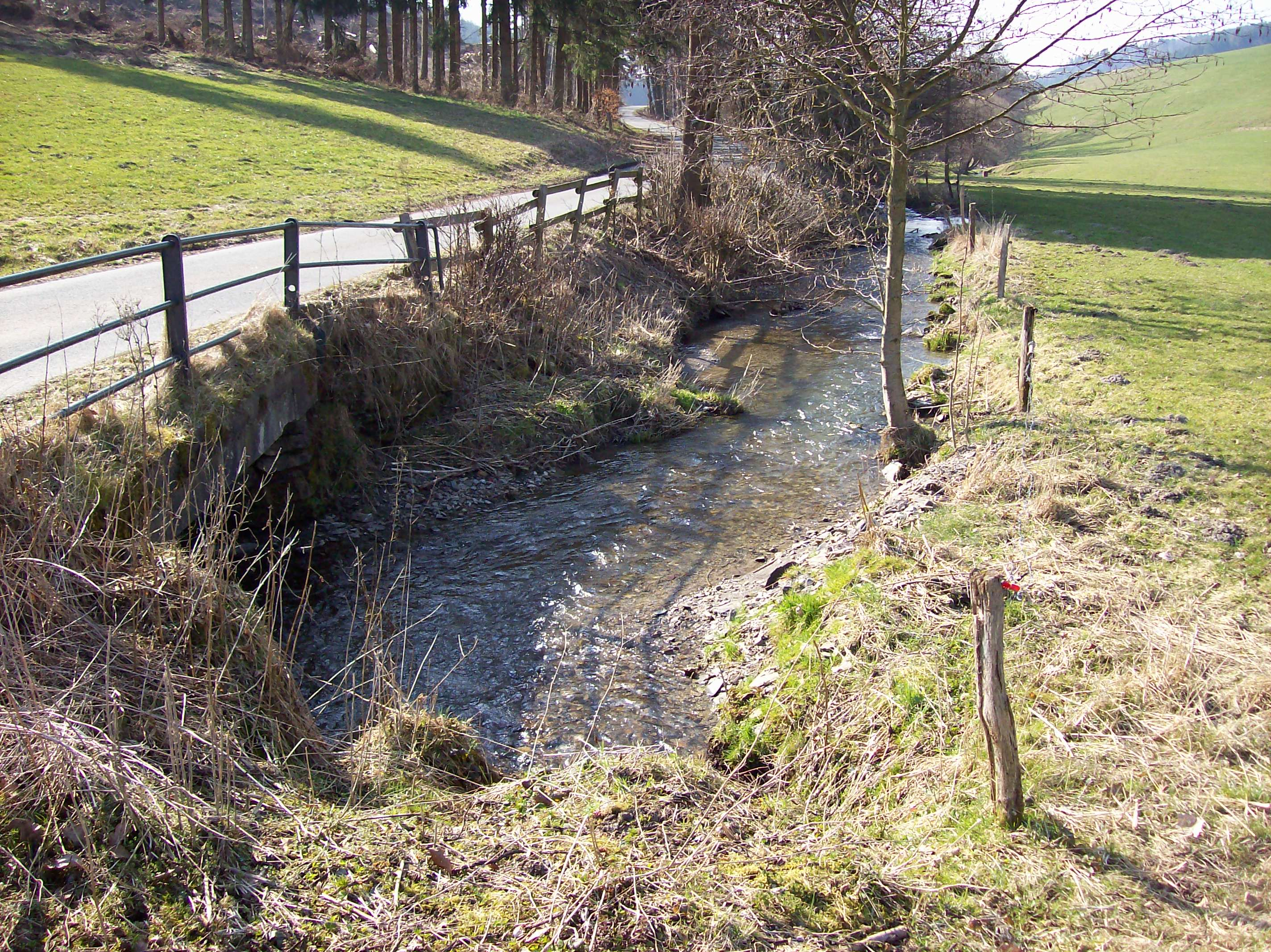

伊爾佩河（德語：Ilpe），是德國的河流，位於該國西部，處於北萊茵-威斯特法倫州，屬於魯爾河的右支流，河道全長8.3公里，流域面積12.6平方公里。